# Premier bourgmestre de Hambourg
Le premier bourgmestre de Hambourg (en allemand : Erster Bürgermeister von Hamburg) est le chef du gouvernement de la ville libre et hanséatique de Hambourg.

## Historique des titulaires
| Nom             | Nom                | Parti                   | Dates                                                           | Sénats      | Majorité                          |
| --------------- | ------------------ | ----------------------- | --------------------------------------------------------------- | ----------- | --------------------------------- |
|                 | Rudolf Petersen    | CDU                     | 15 mai 1945 – 22 novembre 1946 (1 an et 7 jours)                | Petersen    | Pas d'élection                    |
|                 | Max Brauer         | SPD                     | 22 novembre 1946 – 2 décembre 1953 (7 ans, 6 mois et 10 jours)  | Brauer I    | 90 / 110                          |
| Brauer II       | Max Brauer         | SPD                     | 22 novembre 1946 – 2 décembre 1953 (7 ans, 6 mois et 10 jours)  | 65 / 120    |                                   |
|                 | Kurt Sieveking     | CDU                     | 2 décembre 1953 – 27 novembre 1957 (3 ans, 11 mois et 25 jours) | Sieveking   | 62 / 120                          |
|                 | Max Brauer         | SPD                     | 4 décembre 1957 – 31 décembre 1960 (3 ans et 27 jours)          | Brauer III  | 79 / 120                          |
|                 | Paul Nevermann     | SPD                     | 1er janvier 1961 – 9 juin 1965 (4 ans, 5 mois et 8 jours)       | Nevermann I | 79 / 120                          |
| Nevermann II    | Paul Nevermann     | SPD                     | 1er janvier 1961 – 9 juin 1965 (4 ans, 5 mois et 8 jours)       | 84 / 120    |                                   |
|                 | Herbert Weichmann  | SPD                     | 9 juin 1965 – 9 juin 1971 (6 ans)                               | 84 / 120    | Weichmann I                       |
| Weichmann II    | Herbert Weichmann  | SPD                     | 9 juin 1965 – 9 juin 1971 (6 ans)                               | 74 / 120    |                                   |
| Weichmann III   | Herbert Weichmann  | SPD                     | 9 juin 1965 – 9 juin 1971 (6 ans)                               | 79 / 120    |                                   |
|                 | Peter Schulz       | SPD                     | 9 juin 1971 – 4 novembre 1974 (3 ans, 4 mois et 26 jours)       | 79 / 120    | Schulz I                          |
| Schulz II       | Peter Schulz       | SPD                     | 9 juin 1971 – 4 novembre 1974 (3 ans, 4 mois et 26 jours)       | 69 / 120    |                                   |
|                 | Hans-Ulrich Klose  | SPD                     | 4 novembre 1974 – 25 mai 1981 (6 ans, 6 mois et 21 jours)       | 69 / 120    | Klose I                           |
| Klose II        | Hans-Ulrich Klose  | SPD                     | 4 novembre 1974 – 25 mai 1981 (6 ans, 6 mois et 21 jours)       | 69 / 120    |                                   |
|                 | Klaus von Dohnanyi | SPD                     | 24 juin 1981 – 8 juin 1988 (6 ans, 11 mois et 15 jours)         | 69 / 120    | Dohnanyi I                        |
| Dohnanyi II     | Klaus von Dohnanyi | SPD                     | 24 juin 1981 – 8 juin 1988 (6 ans, 11 mois et 15 jours)         | 64 / 120    |                                   |
| Dohnanyi III    | Klaus von Dohnanyi | SPD                     | 24 juin 1981 – 8 juin 1988 (6 ans, 11 mois et 15 jours)         | 53 / 120    |                                   |
| Dohnanyi IV     | Klaus von Dohnanyi | SPD                     | 24 juin 1981 – 8 juin 1988 (6 ans, 11 mois et 15 jours)         | 63 / 120    |                                   |
|                 | Henning Voscherau  | SPD                     | 8 juin 1988 – 8 octobre 1997 (9 ans et 4 mois)                  | 63 / 120    | Voscherau I                       |
| Voscherau II    | Henning Voscherau  | SPD                     | 8 juin 1988 – 8 octobre 1997 (9 ans et 4 mois)                  | 61 / 121    |                                   |
| Voscherau III   | Henning Voscherau  | SPD                     | 8 juin 1988 – 8 octobre 1997 (9 ans et 4 mois)                  | 66 / 121    |                                   |
|                 | Ortwin Runde       | SPD                     | 12 novembre 1997 – 30 octobre 2001 (3 ans, 11 mois et 18 jours) | Runde       | 65 / 121                          |
|                 | Ole von Beust      | CDU                     | 31 octobre 2001 – 25 août 2010 (8 ans, 9 mois et 25 jours)      | Beust I     | 64 / 121                          |
| Beust II        | Ole von Beust      | CDU                     | 31 octobre 2001 – 25 août 2010 (8 ans, 9 mois et 25 jours)      | 63 / 121    |                                   |
| Beust III       | Ole von Beust      | CDU                     | 31 octobre 2001 – 25 août 2010 (8 ans, 9 mois et 25 jours)      | 68 / 121    |                                   |
|                 | Christoph Ahlhaus  | CDU                     | 25 août 2010 – 7 mars 2011 (6 mois et 10 jours)                 | 68 / 121    | Ahlhaus                           |
|                 | Olaf Scholz        | SPD                     | 7 mars 2011 – 14 mars 2018 (7 ans et 7 jours)                   | Scholz I    | 62 / 121                          |
| Scholz II       | Olaf Scholz        | SPD                     | 7 mars 2011 – 14 mars 2018 (7 ans et 7 jours)                   | 73 / 121    |                                   |
| Scholz II       |                    | Katharina Fegebank a.i. | Grünen                                                          | 73 / 121    | 14 mars – 28 mars 2018 (14 jours) |
|                 | Peter Tschentscher | SPD                     | Depuis le 28 mars 2018 (6 ans, 11 mois et 13 jours)             | 73 / 121    | Tschentscher I                    |
| Tschentscher II | Peter Tschentscher | SPD                     | Depuis le 28 mars 2018 (6 ans, 11 mois et 13 jours)             | 83 / 121    |                                   |